# Liste de résidences présidentielles des États-Unis
De nombreux présidents des États-Unis possédaient une ou plusieurs résidences privées lors de leur accession à la Maison-Blanche et ont continué de les utiliser pendant leur présidence. Bien que résidence privée, elles bénéficient d'un statut particulier lorsque leur occupant est le président en exercice. Ainsi depuis quelques décennies le Congrès des États-Unis y a autorisé des dépenses fédérales pour des aménagements de sécurité et de communications. Les présidents y recevant également des personnalités américaines et étrangères ou y faisant des déclarations, ces résidences sont couvertes par les médias lors des séjours présidentiels. Pendant la Seconde Guerre mondiale, Franklin Roosevelt séjourna et travailla au Royal Hawaiian Hotel à Hawaï. Les journalistes surnommèrent alors l'hôtel la Western White House. Ce nom est resté pour qualifier par la suite d'autres résidences privées de présidents situées à l'ouest ou au sud-ouest de Washington.  
Plusieurs de ces résidences sont devenues des National Historic Landmarks.
Ci-dessous la liste des résidences des présidents des États-Unis, autres que les résidences officielles de la Maison-Blanche, de Camp David ou de l'ancienne President's House de Philadelphie.

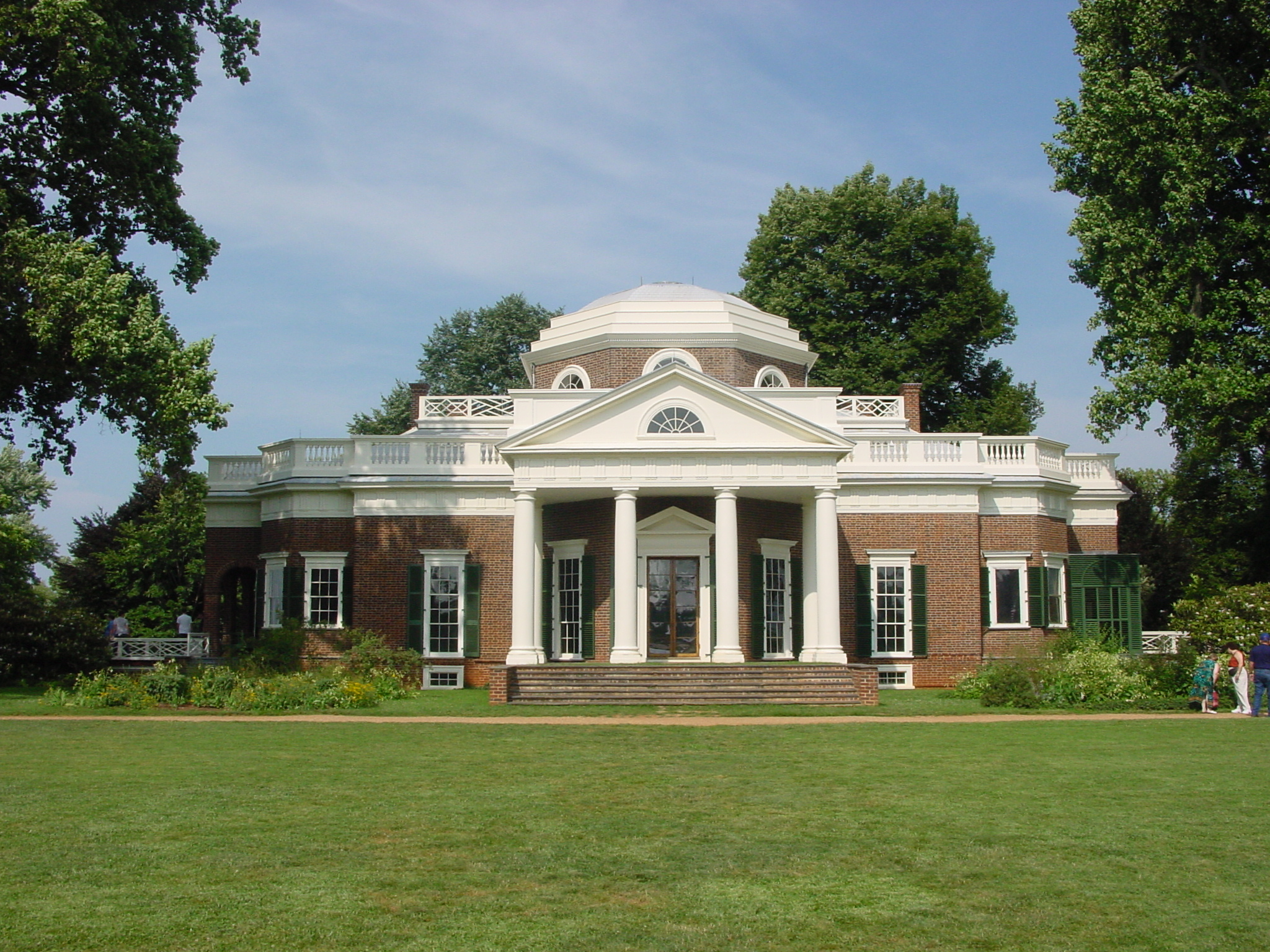
Monticello, propriété de Thomas Jefferson.

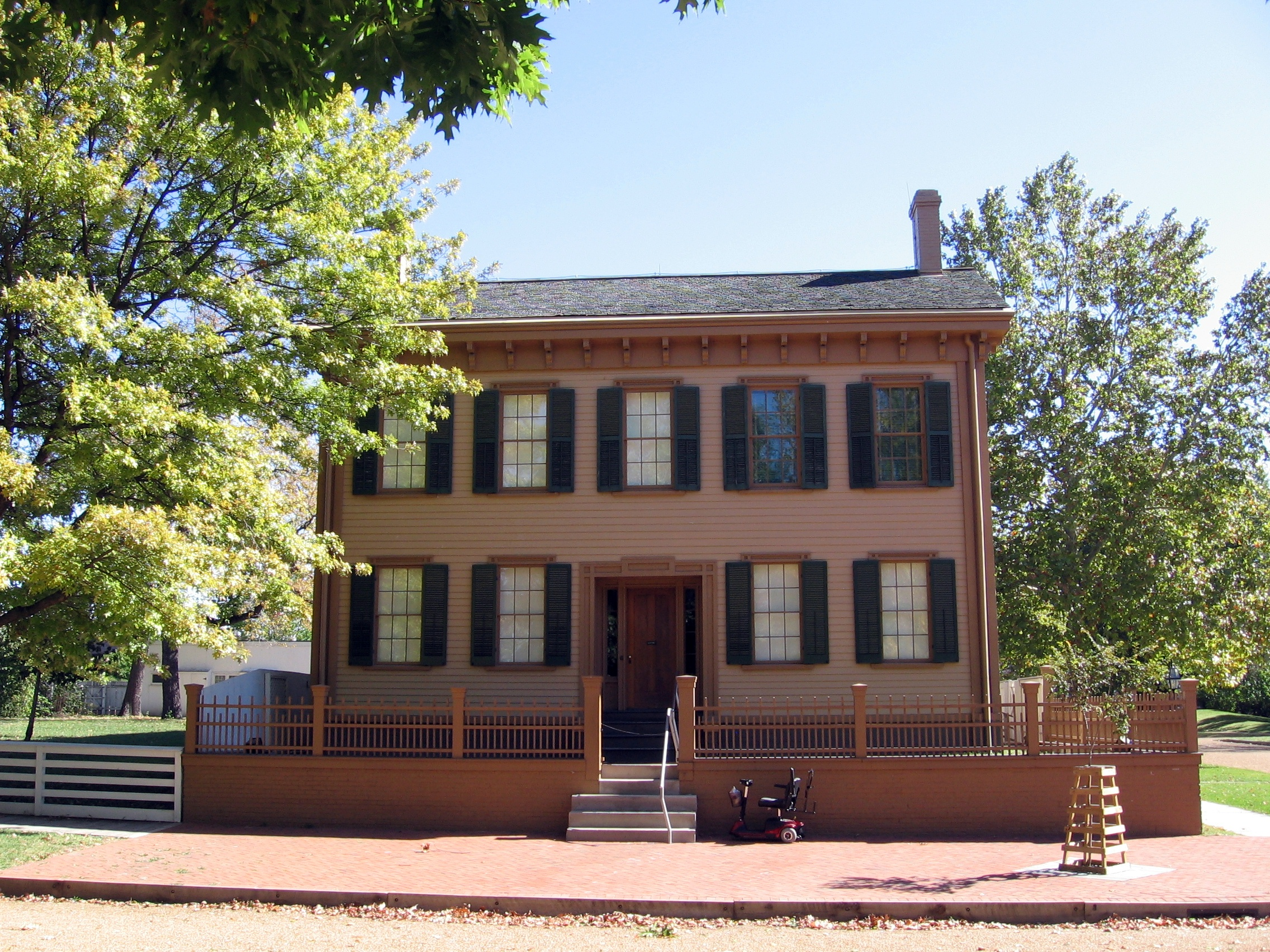
Maison de Lincoln, à Springfield dans l'Illinois, à présent le Lincoln Home National Historic Site.

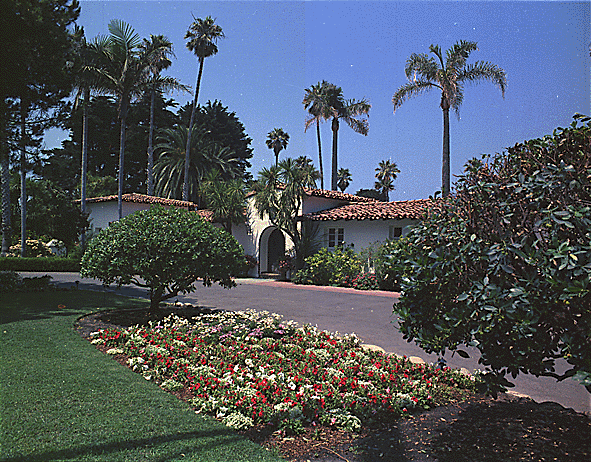
La Casa Pacifica de Richard Nixon à San Clemente en Floride.

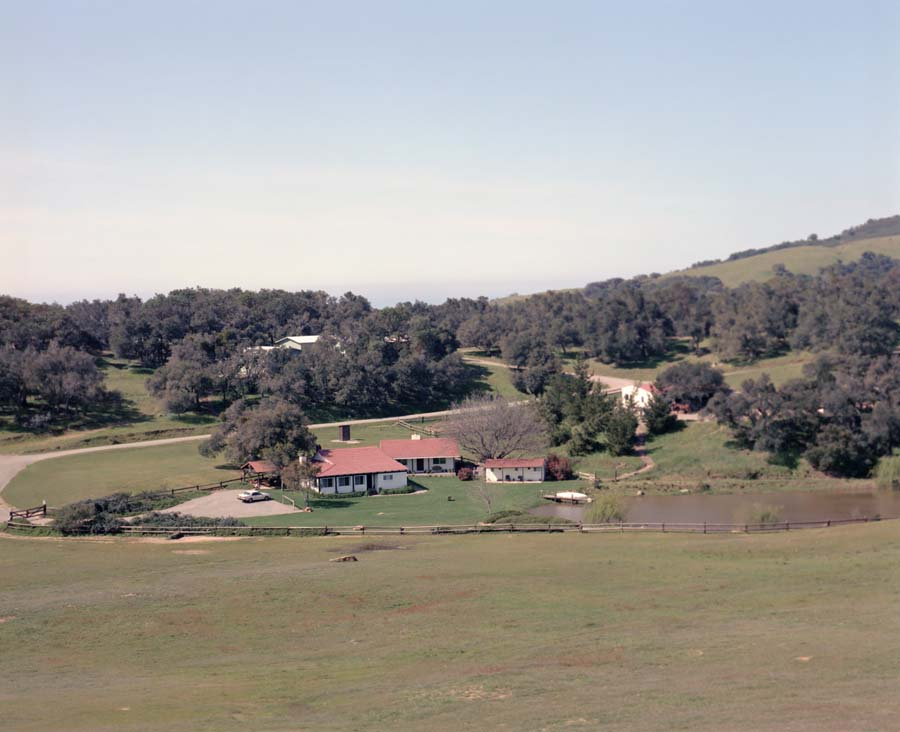
Le Rancho del Ciero de Ronald Reagan en Californie.

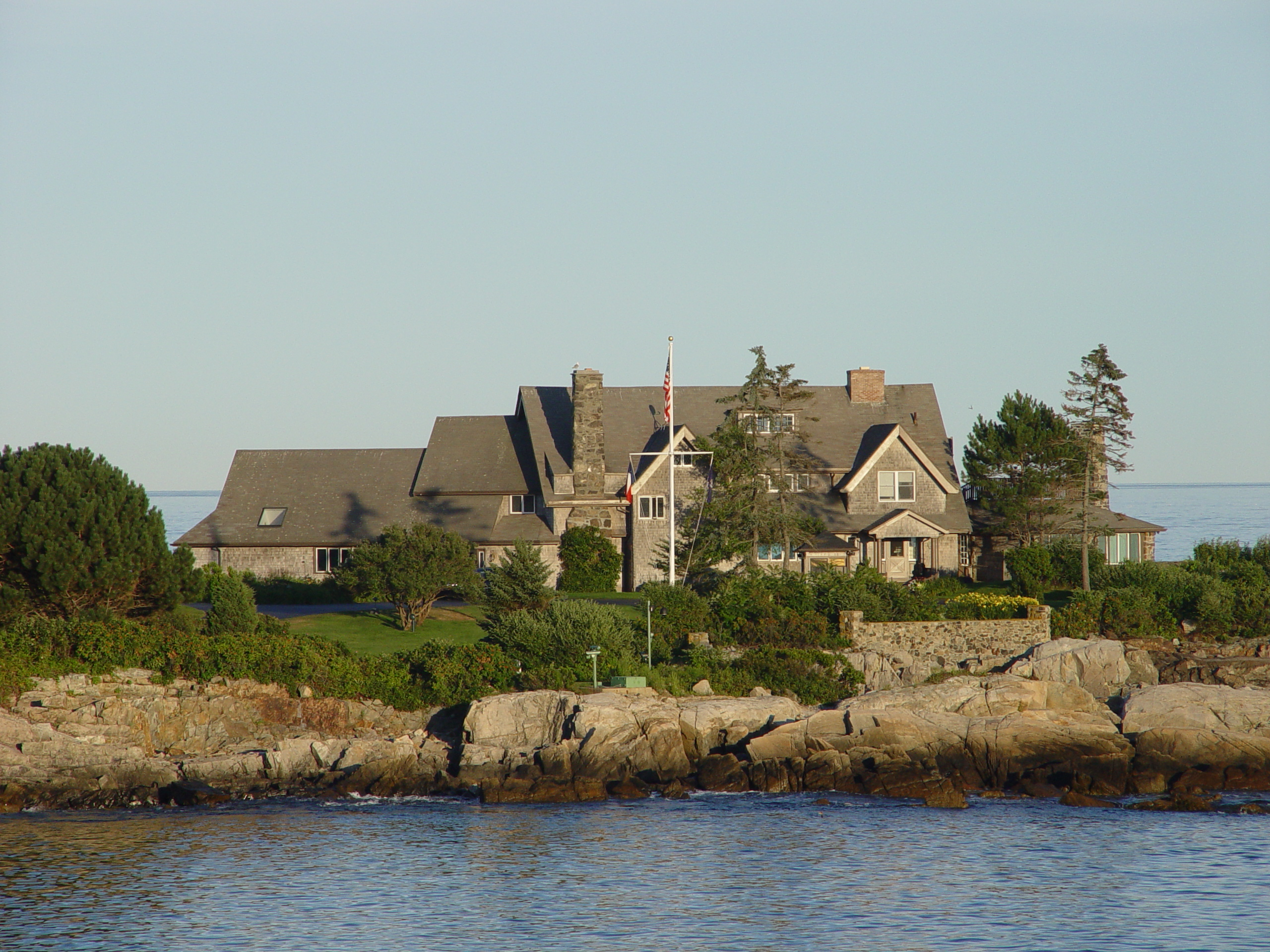
Le Walker's Point de George H. Bush à Kennebunkport dans le Maine.

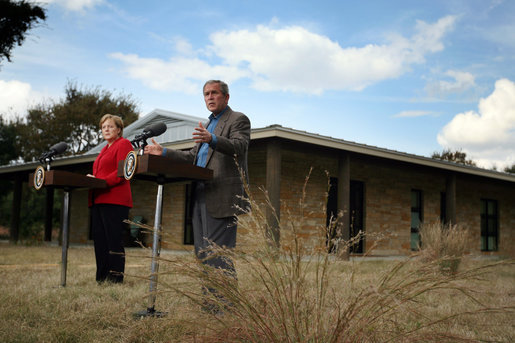
Angela Merkel et George W. Bush faisant une déclaration à la presse depuis Prairie Ranch au Texas.

| no    | Président             | Résidence                    | Localité               | État            | Coordonnées géographiques          |
| ----- | --------------------- | ---------------------------- | ---------------------- | --------------- | ---------------------------------- |
| 1     | George Washington     | Mount Vernon                 | Mount Vernon           | Virginie        | 38° 42′ 29″ N, 77° 05′ 10″ O       |
| 2     | John Adams            | Peacefield (ou Old House)    | Quincy                 | Massachusetts   | 42° 15′ 23″ N, 71° 00′ 41″ O       |
| 3     | Thomas Jefferson      | Monticello                   | Charlottesville        | Virginie        | 38° 00′ 30″ N, 78° 27′ 12″ O       |
| 4     | James Madison         | Montpelier                   | Orange                 | Virginie        | 38° 13′ 11″ N, 78° 10′ 10″ O       |
| 5     | James Monroe          | Ash Lawn-Highland            | Charlottesville        | Virginie        | 37° 58′ 46″ N, 78° 27′ 16″ O       |
| 5     | James Monroe          | Oak Hill                     | Leesburg               | Virginie        | 38° 59′ 25″ N, 77° 37′ 33″ O       |
| 6     | John Q. Adams         | Peacefield (ou Old House)    | Quincy                 | Massachusetts   | 42° 15′ 23″ N, 71° 00′ 41″ O       |
| 7     | Andrew Jackson        | The Hermitage                | Nashville              | Tennessee       | 36° 12′ 54″ N, 86° 36′ 47″ O       |
| 8     | Martin Van Buren      | Lindenwald                   | Kinderhook             | New York        | 42° 22′ 11″ N, 73° 42′ 15″ O       |
| 9     | William H. Harrison   | Plantation Berkeley          | Comté de Charles City  | Virginie        | 37° 19′ 18″ N, 77° 10′ 54″ O       |
| 9     | William H. Harrison   | Grouseland                   | Vincennes              | Indiana         | 38° 41′ 08″ N, 87° 31′ 34″ O       |
| 10    | John Tyler            | Sherwood Forest Plantation   | Comté de Charles City  | Virginie        | 37° 19′ 29″ N, 77° 01′ 14″ O       |
| 11    | James K. Polk         | James K. Polk Ancestral Home | Columbia               | Tennessee       | 35° 36′ 54″ N, 87° 02′ 14″ O       |
| 12    | Zachary Taylor        | Springfield Plantation       | Louisville             | Kentucky        |                                    |
| 13    | Millard Fillmore      | Fillmore House               | East Aurora            | New York        | 42° 46′ 06″ N, 78° 37′ 21″ O       |
| 14    | Franklin Pierce       | Franklin Pierce Homestead    | Hillsborough           | New Hampshire   | 43° 06′ 59″ N, 71° 57′ 02″ O       |
| 15    | James Buchanan        | Wheatland                    | Lancaster              | Pennsylvanie    | 40° 02′ 36″ N, 76° 19′ 49″ O       |
| 16    | Abraham Lincoln       | Lincoln Home                 | Springfield            | Illinois        | 39° 47′ 50″ N, 89° 38′ 42″ O       |
| 17    | Andrew Johnson        | Andrew Johnson Home          | Greeneville            | Tennessee       | 36° 09′ 30″ N, 82° 50′ 06″ O       |
| 18    | Ulysses S. Grant      | Ulysses S. Grant Home        | Galena                 | Illinois        | 42° 25′ 05″ N, 90° 25′ 53″ O       |
| 18    | Ulysses S. Grant      | Grant's Farm                 | Saint-Louis            | Missouri        | 38° 32′ 49″ N, 90° 20′ 57″ O       |
| 19    | Rutherford B. Hayes   | Spiegel Grove                | Fremont                | Ohio            | 41° 20′ 27″ N, 83° 07′ 50″ O       |
| 20    | James A. Garfield     | Lawnfield                    | Mentor                 | Ohio            | 41° 39′ 50″ N, 81° 21′ 04″ O       |
| 21    | Chester A. Arthur     |                              |                        |                 |                                    |
| 22/24 | Grover Cleveland      | Westland Mansion             | Westland               | New Jersey      | 40° 21′ 05″ N, 74° 40′ 04″ O       |
| 23    | Benjamin Harrison     | Benjamin Harrison Home       | Indianapolis           | Indiana         | 39° 47′ 02″ N, 86° 09′ 15″ O       |
| 25    | William McKinley      |                              |                        |                 |                                    |
| 26    | Theodore Roosevelt    | Sagamore Hill                | Cove Neck (Oyster Bay) | New York        | 40° 53′ 08″ N, 73° 29′ 51″ O       |
| 27    | William H. Taft       |                              |                        |                 |                                    |
| 28    | Woodrow Wilson        | Woodrow Wilson House         | Washington, D.C        | Washington, D.C | 40° 53′ 08″ N, 73° 29′ 51″ O       |
| 29    | Warren G. Harding     | Warren G. Harding House      | Marion                 | Ohio            | 38° 54′ 50,76″ N, 77° 03′ 05,08″ O |
| 30    | Calvin Coolidge       | The Beeches                  | Northampton            | Massachusetts   |                                    |
| 31    | Herbert C. Hoover     |                              |                        |                 |                                    |
| 32    | Franklin D. Roosevelt | Springwood                   | Hyde Park              | New York        | 41° 46′ 02″ N, 73° 56′ 08″ O       |
| 33    | Harry S. Truman       | Wallace House                | Independence           | Missouri        | 38° 54′ 08″ N, 94° 31′ 56″ O       |
| 33    | Harry S. Truman       | Truman Farm Home             | Grandview              | Missouri        | 38° 54′ 08″ N, 94° 31′ 51″ O       |
| 34    | Dwight D. Eisenhower  | Eisenhower Farm              | Gettysburg             | Pennsylvanie    | 39° 47′ 36″ N, 77° 15′ 48″ O       |
| 35    | John F. Kennedy       | Kennedy Compound             | Hyannis                | Massachusetts   | 41° 37′ 51″ N, 70° 18′ 12″ O       |
| 36    | Lyndon B. Johnson     | Johnson Ranch                | Johnson City           | Texas           | 30° 16′ 31″ N, 98° 24′ 37″ O       |
| 37    | Richard M. Nixon      | La Casa Pacifica             | San Clemente           | Californie      | 33° 23′ 28″ N, 117° 35′ 50″ O      |
| 37    | Richard M. Nixon      | Florida White House          | Key Biscayne           | Floride         |                                    |
| 38    | Gerald Ford           |                              | Rancho Mirage          | Californie      |                                    |
| 38    | Gerald Ford           | The Lodge                    | Vail                   | Colorado        |                                    |
| 39    | Jimmy Carter          |                              | Plains                 | Géorgie         |                                    |
| 40    | Ronald Reagan         | Rancho del Cielo             | Santa Barbara          | Californie      | 34° 31′ 50″ N, 120° 04′ 33″ O      |
| 41    | George H. W. Bush     | Walker's Point               | Kennebunkport          | Maine           | 43° 20′ 36″ N, 70° 27′ 33″ O       |
| 42    | Bill Clinton          |                              | Chappaqua              | New York        | 41° 10′ 03″ N, 73° 45′ 23″ O       |
| 43    | George W. Bush        | Prairie Chapel Ranch         | Crawford               | Texas           | 31° 34′ 57″ N, 97° 32′ 38″ O       |
| 44    | Barack Obama          | Hyde Park                    | Chicago                | Illinois        | 41° 48′ 00″ N, 87° 35′ 24″ O       |
| 45/47 | Donald Trump          | Trump Tower                  | New York City          | New York        | 40° 45′ 45″ N, 73° 58′ 26″ O       |
| 46    | Joe Biden             |                              | Rehoboth Beach         | Delaware        |                                    |